# Nagyicce megállóhely
Nagyicce megállóhely (korábban Sashalom – Cinkotai Nagyicce) egy budapesti HÉV-megállóhely, melyet a MÁV-HÉV Helyiérdekű Vasút Zrt. (MÁV-HÉV) üzemeltet. A második, 1888-ban üzembe helyezett vonal megállóhelye 1916-ban kapta meg ezt a nevét, mely azelőtt Rákosszentmihály állomás – az onnan induló a rákosszentmihályi lóvasút miatt –, még korábban József főherceg telep volt.

## Forgalom
| Járat | Útvonal | Gyakoriság       |
| ----- | --- | ---------------- |
|       | Örs vezér tere – Rákosfalva – Nagyicce – Sashalom – Mátyásföld, repülőtér – Mátyásföld, Imre utca – Mátyásföld alsó – Cinkota | 10-60 percenként |
|       | Örs vezér tere – Rákosfalva – Nagyicce – Sashalom – Mátyásföld, repülőtér – Mátyásföld, Imre utca – Mátyásföld alsó – Cinkota – Ilonatelep – Kistarcsa, kórház – Kistarcsa – Zsófialiget – Kerepes – Szilasliget – Mogyoród – Szentjakab – Gödöllő, Erzsébet park – Gödöllő, Szabadság tér – Gödöllő, Palotakert – Gödöllő | 10-60 percenként |
|       | Gödöllő → Gödöllő, Palotakert → Gödöllő, Szabadság tér → Gödöllő, Erzsébet park → Mogyoród → Szilasliget → Kerepes → Cinkota → Mátyásföld alsó → Mátyásföld, Imre utca → Mátyásföld, repülőtér → Sashalom → Nagyicce → Rákosfalva → Örs vezér tere                                                                         | Munkanap reggel  |
|       | Örs vezér tere – Rákosfalva – Nagyicce – Sashalom – Mátyásföld, repülőtér – Mátyásföld, Imre utca – Mátyásföld alsó – Cinkota – Cinkota alsó – Árpádföld – Szabadságtelep – Csömör | 30-60 percenként |

## Megközelítés tömegközlekedéssel
- Busz:  44, 45, 277
- Éjszakai busz:  908, 931
- Elővárosi busz:  410, 440, 441
- Távolsági busz:  1040, 1049, 1077, 1078